# Sam Lacey
Samuel "Sam" Lacey (Indianola, Misisipi, 8 de marzo de 1948 - Kansas City, Misuri, 14 de marzo de 2014) fue un jugador de baloncesto estadounidense que jugó durante 13 temporadas en la NBA. Con 2,08 metros de altura, lo hacía en la posición de pívot.

## Trayectoria deportiva

### Universidad
Jugó durante 4 temporadas con los Aggies de la Universidad de New Mexico State, en las que promedió 16,2 puntos y 14,2 rebotes por partido. El 9 de febrero de 2008 fue incluido en el recién inaugurado Anillo de la Fama de su universidad.

### Profesional
Fue elegido en la quinta posición del Draft de la NBA de 1970 por Cincinnati Royals, equipo donde rápidamente se ganó un puesto en el quinteto titular, gracias a sus 13,5 puntos y 11,3 rebotes promediados en su temporada de novato. Jugó en el mismo equipo durante 11 temporadas consecutivas (aunque el equipo se trasladó en la temporada 1972-73 a Kansas City pasándose a denominar Kansas City Kings), y en todas ellas se mostró como un excelente jugador defensivo. Es, junto a Hakeem Olajuwon, Julius Erving, David Robinson, y Ben Wallace uno de los únicos cinco jugadores de la historia de la NBA en conseguir al menos 100 robos de balón y 100 tapones en seis temporadas consecutivas. En 1975 fue elegido para jugar el All-Star Game.
En sus dos últimas temporadas como profesional jugó con New Jersey Nets y Cleveland Cavaliers, para retirarse con 34 años. En el total de su carrera promedió 10,3 puntos, 9,7 rebotes y 1,5 tapones por partido.

## Estadísticas de su carrera en la NBA

### Temporada regular
| Año      | Equipo            | PJ    | PT | MPP  | %TC  | %3P  | %TL   | RPP  | APP | ROB | TPP | PPP  |
| -------- | ----------------- | ----- | -- | ---- | ---- | ---- | ----- | ---- | --- | --- | --- | ---- |
| 1970-71  | Cincinnati        | 81    | –  | 32.7 | .418 | –    | .687  | 11.3 | 1.4 | –   | –   | 13.5 |
| 1971-72  | Cincinnati        | 81    | –  | 35.0 | .422 | –    | .704  | 12.0 | 2.1 | –   | –   | 11.6 |
| 1972-73  | Kansas City–Omaha | 79    | –  | 37.1 | .474 | –    | .708  | 11.8 | 2.4 | –   | –   | 13.5 |
| 1973-74  | Kansas City–Omaha | 79    | –  | 39.3 | .476 | –    | .749  | 13.4 | 3.8 | 1.6 | 2.3 | 14.2 |
| 1974-75  | Kansas City–Omaha | 81    | –  | 41.7 | .427 | –    | .754  | 14.2 | 5.3 | 1.7 | 2.1 | 11.5 |
| 1975-76  | Kansas City       | 81    | –  | 38.1 | .401 | –    | .759  | 12.6 | 4.7 | 1.6 | 1.7 | 12.8 |
| 1976-77  | Kansas City       | 82    | –  | 31.6 | .422 | –    | .762  | 9.0  | 4.7 | 1.5 | 1.6 | 10.6 |
| 1977-78  | Kansas City       | 77    | –  | 27.7 | .449 | –    | .717  | 8.3  | 3.9 | 1.6 | 1.4 | 8.6  |
| 1978-79  | Kansas City       | 82    | –  | 32.0 | .502 | –    | .739  | 8.6  | 5.2 | 1.3 | 1.7 | 10.6 |
| 1979-80  | Kansas City       | 81    | –  | 29.8 | .448 | .000 | .741  | 8.0  | 5.7 | 1.4 | 1.3 | 9.2  |
| 1980-81  | Kansas City       | 82    | –  | 27.2 | .442 | .200 | .786  | 7.1  | 4.9 | 1.2 | 1.5 | 6.9  |
| 1981-82  | Kansas City       | 2     | 1  | 10.0 | .600 | –    | .000  | 2.0  | 2.0 | 1.0 | 0.5 | 3.0  |
| 1981-82  | New Jersey        | 54    | 6  | 12.0 | .430 | .000 | .771  | 1.9  | 1.4 | 0.4 | 0.7 | 2.9  |
| 1982-83  | Cleveland         | 60    | 33 | 20.5 | .420 | .222 | .784  | 3.9  | 2.0 | 0.5 | 0.4 | 4.2  |
| Total    | Total             | 1,002 | 40 | 31.8 | .441 | .188 | .738  | 9.7  | 3.7 | 1.3 | 1.5 | 10.3 |
| All-Star | All-Star          | 1     | 0  | 17.0 | .333 | –    | 1.000 | 7.0  | 1.0 | 2.0 | 1.0 | 6.0  |

### Playoffs
| Año   | Equipo            | PJ | PT | MPP  | %TC  | %3P   | %TL  | RPP  | APP | ROB | TPP | PPP  |
| ----- | ----------------- | -- | -- | ---- | ---- | ----- | ---- | ---- | --- | --- | --- | ---- |
| 1975  | Kansas City–Omaha | 6  | –  | 44.0 | .377 | –     | .611 | 15.7 | 5.0 | 2.0 | 1.5 | 9.5  |
| 1979  | Kansas City       | 5  | –  | 35.2 | .381 | –     | .789 | 10.2 | 4.2 | 1.8 | 2.0 | 9.4  |
| 1980  | Kansas City       | 3  | –  | 33.7 | .381 | 1.000 | .750 | 7.3  | 4.3 | 2.3 | 0.7 | 6.7  |
| 1981  | Kansas City       | 15 | –  | 35.5 | .420 | .000  | .857 | 8.0  | 5.3 | 1.9 | 1.5 | 10.0 |
| Total | Total             | 29 | –  | 37.0 | .401 | .250  | .776 | 9.9  | 5.0 | 1.9 | 1.5 | 9.4  |